# Catharomnion ciliatum
Catharomnion ciliatum är en bladmossart som beskrevs av Wilson in J. D. Hooker 1855. Catharomnion ciliatum ingår i släktet Catharomnion och familjen Daltoniaceae. Inga underarter finns listade i Catalogue of Life.